# Dub v bažantnici (Petrohrad)
Dub v bažantnici je jedním ze dvou památných stromů obce Petrohrad. Roste na severu obce u lesní cesty, která vede k hlavní silnici Černčice – Bílenec. Druhý (známější) památný dub zvaný selský stojí jižně od obce u háje Petra Bezruče, místní přírodní památky

## Základní údaje
- název: dub v bažantnici u Petrohradu
- druh: dub letní (Quercus robur)[1]
- výška: 25 m[1]
- obvod: 607 cm[1]
- památný strom ČR: od 13.10.1998[1]
- umístění: kraj Ústecký, okres Louny, obec Petrohrad
- souřadnice: 50°7'55,83" 13°26'52,13"

## Památné a významné stromy v okolí
- Petrohradský dub
- Dub pod Blatenským svahem (6 km JZ)
- Duby u Dolního Fikače (skupiny 11 a 27 stromů, 6,5 km JV)
- Duby u Velkého rybníka (Jesenice) (36 stromů, 6,5 km JV)
- Lípy u Velkého rybníka (Jesenice) (Jesenice, 2 stromy, 6,5 km JV)
- Jesenické lípy (původně 2 stromy, dnes 1, 6,5 km JV)
- Jesenická hlošiny (6,5 km JV)
- Jesenická lípa (6,5 km JV)
- Soseňský klen (9 km JV)
- Krtská lípa (10 km silnicí, 5 km lesní/polní cestou, J)